# Stefano Sposetti
| 12931 Mario          | 7 ottobre 1999   |
| 12932 Conedera       | 10 ottobre 1999  |
| 15077 Edyalge        | 2 febbraio 1999  |
| 16110 Paganetti      | 28 novembre 1999 |
| 17190 Retopezzoli    | 28 novembre 1999 |
| 18872 Tammann        | 8 novembre 1999  |
| 18874 Raoulbehrend   | 8 novembre 1999  |
| 19715 Basodino       | 27 ottobre 1999  |
| 20624 Dariozanetti   | 9 ottobre 1999   |
| 21650 Tilgner        | 17 luglio 1999   |
| 22769 Aurelianora    | 19 gennaio 1999  |
| 22898 Falce          | 10 ottobre 1999  |
| 29753 Silvo          | 10 febbraio 1999 |
| 31555 Wheeler        | 7 marzo 1999     |
| 33433 Maurilia       | 14 marzo 1999    |
| 34125 Biancospino    | 23 agosto 2000   |
| 34126 Cornaa         | 23 agosto 2000   |
| 41979 Lelumacri      | 22 dicembre 2000 |
| 43027 Minusio        | 12 novembre 1999 |
| 43028 Gnosca         | 12 novembre 1999 |
| 43087 Castegna       | 28 novembre 1999 |
| 45027 Cosquer        | 28 novembre 1999 |
| 45261 Decoen         | 2 gennaio 2000   |
| 45305 Paulscherrer   | 4 gennaio 2000   |
| 47164 Ticino         | 10 ottobre 1999  |
| 47494 Gerhardangl    | 4 gennaio 2000   |
| 50033 Perelman       | 3 gennaio 2000   |
| 53252 Sardegna       | 13 marzo 1999    |
| 53468 Varros         | 2 gennaio 2000   |
| 54522 Menaechmus     | 23 agosto 2000   |
| 56100 Luisapolli     | 24 gennaio 1999  |
| 59239 Alhazen        | 7 febbraio 1999  |
| 61195 Martinoli      | 28 luglio 2000   |
| 61384 Arturoromer    | 22 agosto 2000   |
| 61386 Namikoshi      | 24 agosto 2000   |
| 61401 Schiff         | 25 agosto 2000   |
| 61402 Franciseveritt | 25 agosto 2000   |
| 62071 Voegtli        | 8 settembre 2000 |
| 63129 Courtemanche   | 30 novembre 2000 |
| 66939 Franscini      | 28 novembre 1999 |
| 67085 Oppenheimer    | 4 gennaio 2000   |
| 67235 Fairbank       | 5 marzo 2000     |
| 70179 Beppechiara    | 21 agosto 1999   |
| 70446 Pugh           | 10 ottobre 1999  |
| 70737 Stenflo        | 8 novembre 1999  |
| 70942 Vandanashiva   | 28 novembre 1999 |
| 72042 Dequeiroz      | 17 dicembre 2000 |
| 72632 Coralina       | 23 marzo 2001    |
| 74818 Iten           | 7 ottobre 1999   |
| 75063 Koestler       | 1º novembre 1999 |
| 75569 IRSOL          | 2 gennaio 2000   |
| 80135 Zanzanini      | 7 ottobre 1999   |
| 87644 Cathomen       | 8 settembre 2000 |
| 88146 Castello       | 30 novembre 2000 |
| 91428 Cortesi        | 20 agosto 1999   |
| 91429 Michelebianda  | 30 agosto 1999   |
| 91898 Margnetti      | 8 novembre 1999  |
| 92525 Delucchi       | 28 luglio 2000   |
| 92585 Fumagalli      | 7 agosto 2000    |
| 92614 Kazutami       | 23 agosto 2000   |
| 96876 Andreamanna    | 7 ottobre 1999   |
| 97069 Stek           | 12 novembre 1999 |
| 97186 Tore           | 28 novembre 1999 |
| 102224 Raffaellolena | 10 ottobre 1999  |
| 102617 Allium        | 12 novembre 1999 |
| 102619 Crespino      | 12 novembre 1999 |
| 199194 Calcatreppola | 3 gennaio 2006   |
| 215868 Rohrer        | 12 marzo 2005    |
| 332326 Aresi         | 27 dicembre 2006 |

Stefano Sposetti (Milano, 22 dicembre 1958) è un astronomo amatoriale svizzero, di professione docente di fisica.
Abita a Gnosca nel Canton Ticino.
Nel campo dell'astronomia i suoi interessi spaziano in molti settori come l'osservazione delle comete, delle meteore, degli afterglow, ossia la coda, o parte finale, visibile nella banda ottica, dei GRB, dei satelliti artificiali. 
Il Minor Planet Center gli accredita le scoperte di 167 asteroidi, effettuate tra il 1998 e il 2010.
Si occupa anche di preservare il cielo notturno dall'inquinamento luminoso.
Gli è stato dedicato l'asteroide 22354 Sposetti.